# Просфорная

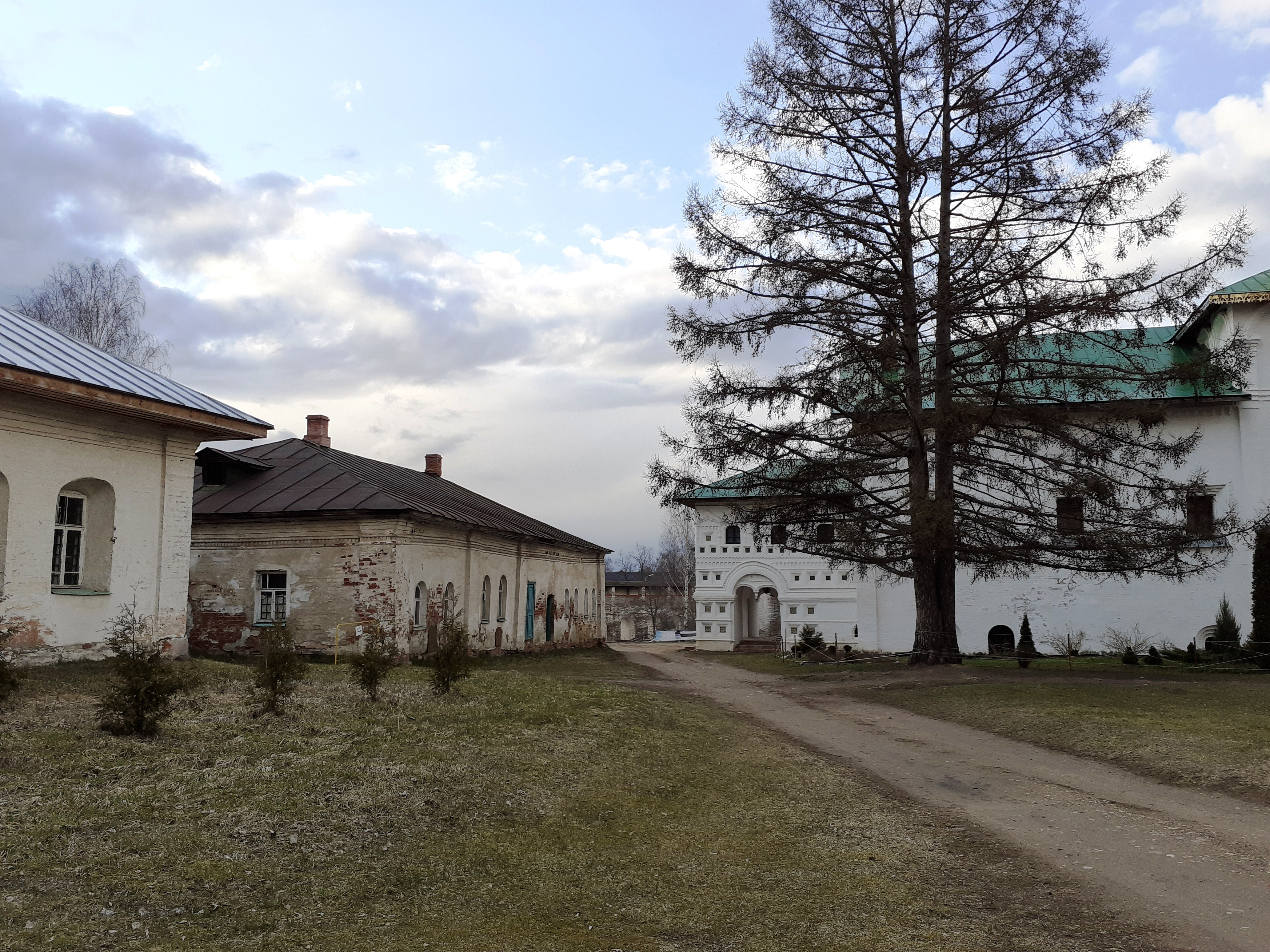
Просфорная Борисоглебского монастыря (Борисоглебский, Ярославская область)

Просфорная или просвирная (др.-греч. προσφορά — «приношение»; мн. ч.: про́сфоры) — помещение, где пекут просфоры. В православных приходах отдельное здание или пристройка, в которой размещается мастерская по производству просфор и других изделий из теста. Считается одним из важнейших помещений после храма, поскольку обеспечивает литургическую жизнь прихода.
Производство происходит по определённым правилам. Просфоры пекут насельники монастыря или служащие храма, часто, — клирики, которых принято называть просфорники.
Свод правил по проектированию и строительству «Здания, сооружения и комплексы православных храмов» СП 31-103-99 предусматривает понятие просфорная, где рассматривается как входящее в приходской храмовый комплекс сооружение хозяйственного назначения..